# ニュートン男爵
ニュートン男爵（英語: Baron Newton）はイギリスの男爵、貴族。連合王国貴族爵位。保守党の政治家ウィリアム・リーが1892年に叙されたことに始まる。

## 歴史

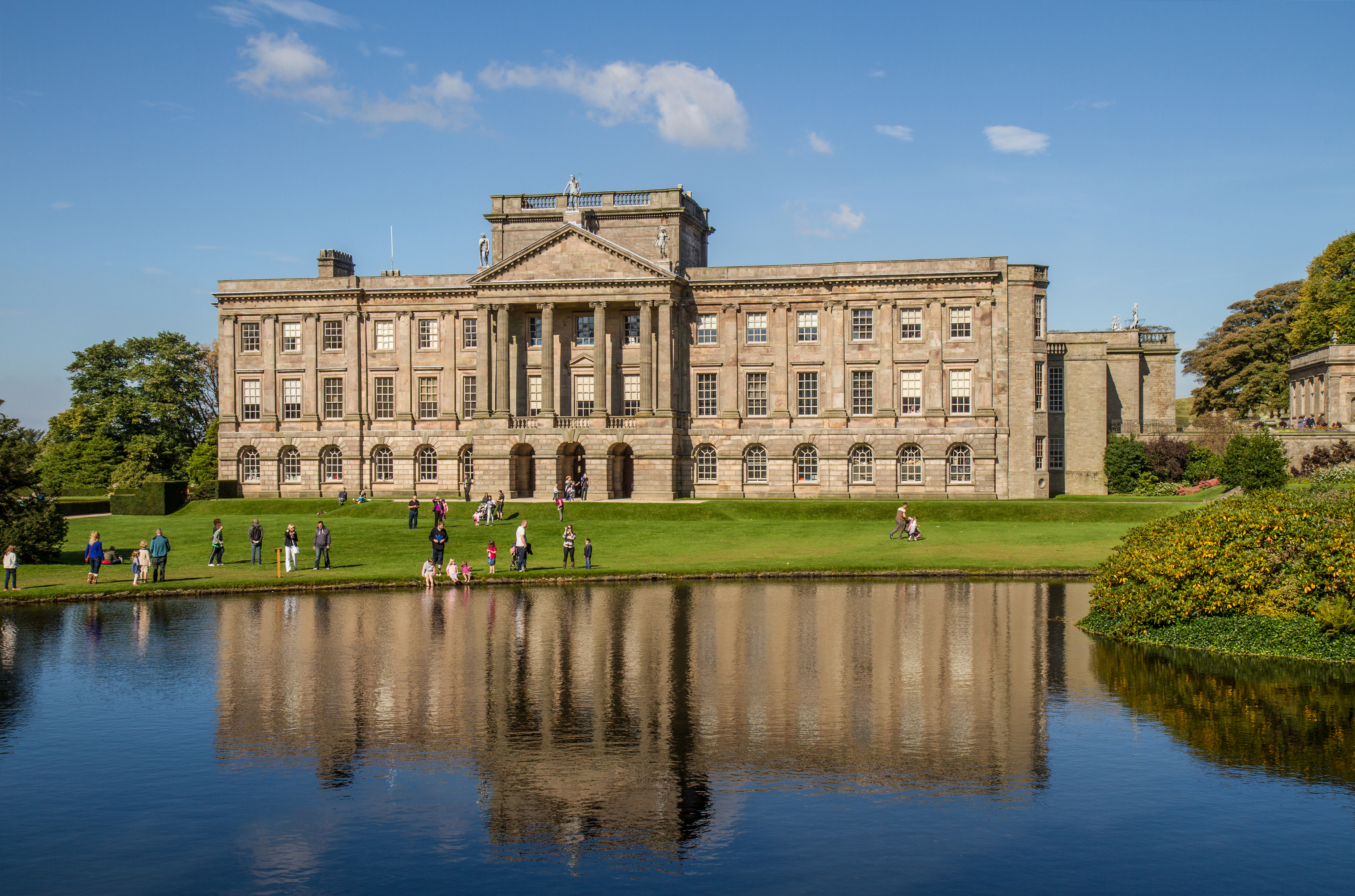
男爵家の旧邸宅であるライム・パーク

保守党の政治家ウィリアム・リー(1828-1898)は1892年8月27日に連合王国貴族としてランカスター王権伯領におけるニュートン・イン・メイカーフィールドのニュートン男爵(Baron Newton, of Newton-in-Makerfield in the County Palatine of Lancaster)に叙せられた。 
2代男爵トマス(1875-1942)は父同様に保守党の政治家として活動し、主計長官や外務政務次官補等を歴任した。また、彼は枢密院特別委員会委員を務めて、カール・エドゥアルトといった独墺系王侯貴族の称号剥奪を審議している。 
3代男爵リチャード(1888-1960)の代になると、屋敷維持費用の捻出が困難となり、1946年に一族の邸宅であるライム・パークをナショナルトラストに売却している。  
4代男爵ピーター(1915-1992)は王室会計長官や宮内副長官といった閑職を歴任した。 
彼の子の5代男爵リチャード(1950-)がニュートン男爵家現当主である。 
一族の邸宅は、イーストサセックス州ルイスに位置するロートン・パーク・ファーム(Laughton Park Farm)。 
かつての邸宅にはチェシャー州ディズレー近郊のライムパークがあった。    
一族と爵位にかかるモットーは『我が信頼は神にあり(En Dieu Est Ma Foi)』。 

## ニュートン男爵（1892年）

2代男爵トマス・リー

- 初代ニュートン男爵ウィリアム・ジョン・リー（英語版）（1828–1898）
- 第2代ニュートン男爵トマス・ウォードハウス・リー（英語版）（1857–1942）
- 第3代ニュートン男爵リチャード・ウィリアム・ダベンポート・リー（英語版）(1888-1960）
- 第4代ニュートン男爵ピーター・リチャード・リー（英語版） （1915–1992）
- 第5代ニュートン男爵リチャード・トマス・リー（英語版）（1950-）

爵位の法定推定相続人は現当主の息子である ピアーズ・リチャード・リー閣下（1979-）。 